# Wereldkampioenschappen schaatsen afstanden 2012
De wereldkampioenschappen schaatsen afstanden 2012 werden van donderdag 22 tot en met zondag 25 maart 2012 gehouden in Heerenveen. Het was de veertiende editie van de WK afstanden.
De ijsbaan Thialf is de ijsbaan waar in 1999 ook het WK afstanden werd gehouden. Na Salt Lake City, Nagano en Inzell was Thialf de vierde ijsbaan die het kampioenschap voor de tweede keer mocht organiseren.
Tijdens het toernooi was de lente in Nederland al begonnen, de omstandigheden, rond de 20 graden Celsius en 1030 hectopascal, waren dus niet ideaal voor neerzetten van heel snelle tijden. Op zaterdag was er hoog bezoek van koningin Beatrix die de Nederlandse medaillewinnaars ontmoette.

## Tijdschema
Hieronder het tijdschema voor het toernooi.
| Datum         | Aanvang | Mannen                              | Vrouwen                             |
| ------------- | ------- | ----------------------------------- | ----------------------------------- |
| 22 maart 2012 | 16.30   | 1500m                               | 3000m                               |
| 23 maart 2012 | 15.00   | 1000m 5000m                         | 1500m                               |
| 24 maart 2012 | 12.00   | 10.000m                             | 1000m 5000m                         |
| 25 maart 2012 | 13.30   | 500m (2 races) Ploegenachtervolging | 500m (2 races) Ploegenachtervolging |

## Medailles

### Mannen
| Onderdeel                    | Goud                                               | Goud                 | Zilver                                                  | Zilver               | Brons                                               | Brons                |
| ---------------------------- | -------------------------------------------------- | -------------------- | ------------------------------------------------------- | -------------------- | --------------------------------------------------- | -------------------- |
| 500 m Details                | Mo Tae-bum Zuid-Korea                              | 69,640 (34.80/34.84) | Michel Mulder Nederland                                 | 69,650 (34.99/34.66) | Pekka Koskela Finland                               | 69,820 (34.87/34.95) |
| 1000 m Details               | Stefan Groothuis Nederland                         | 1.08,57              | Kjeld Nuis Nederland                                    | 1.08,79              | Shani Davis Verenigde Staten                        | 1.08,83              |
| 1500 m Details               | Denny Morrison Canada                              | 1.46,44              | Ivan Skobrev Rusland                                    | 1.46,49              | Håvard Bøkko Noorwegen                              | 1.46,50              |
| 5000 m Details               | Sven Kramer Nederland                              | 6.13,87              | Bob de Jong Nederland                                   | 6.15,26              | Jonathan Kuck Verenigde Staten                      | 6.16,28              |
| 10.000 m Details             | Bob de Jong Nederland                              | 12.53,91             | Jorrit Bergsma Nederland                                | 12.57,71             | Jonathan Kuck Verenigde Staten                      | 13.12,66             |
| Ploegenachtervolging Details | Nederland Jan Blokhuijsen Sven Kramer Koen Verweij | 3.41,43              | Verenigde Staten Shani Davis Brian Hansen Jonathan Kuck | 3.43,42              | Rusland Denis Joeskov Jevgeni Lalenkov Ivan Skobrev | 3.43,62              |

### Vrouwen
| Onderdeel                    | Goud                                                 | Goud                 | Zilver                                                    | Zilver               | Brons                                                      | Brons                |
| ---------------------------- | ---------------------------------------------------- | -------------------- | --------------------------------------------------------- | -------------------- | ---------------------------------------------------------- | -------------------- |
| 500 m Details                | Lee Sang-hwa Zuid-Korea                              | 75,690 (38,03/37,66) | Yu Jing China                                             | 76,120 (38,32/37,80) | Thijsje Oenema Nederland                                   | 76,280 (38,16/38,12) |
| 1000 m Details               | Christine Nesbitt Canada                             | 1.15,16              | Yu Jing China                                             | 1.15,98              | Margot Boer Nederland                                      | 1.16,16              |
| 1500 m Details               | Christine Nesbitt Canada                             | 1.56,07              | Ireen Wüst Nederland                                      | 1.56,40              | Linda de Vries Nederland                                   | 1.57,08              |
| 3000 m Details               | Martina Sáblíková Tsjechië                           | 4.01,88              | Stephanie Beckert Duitsland                               | 4.04,09              | Ireen Wüst Nederland                                       | 4.04,87              |
| 5000 m Details               | Martina Sáblíková Tsjechië                           | 6.50,46              | Stephanie Beckert Duitsland                               | 6.56,64              | Claudia Pechstein Duitsland                                | 7.04,01              |
| Ploegenachtervolging Details | Nederland Diane Valkenburg Linda de Vries Ireen Wüst | 2.59,70              | Canada Cindy Klassen Christine Nesbitt Brittany Schussler | 3.00,51              | Polen Natalia Czerwonka Katarzyna Woźniak Luiza Złotkowska | 3.03,32              |

### Medailleklassement
| Plaats | Land             | Goud | Zilver | Brons | Totaal |
| 1      | Nederland        | 5    | 5      | 4     | 14     |
| 2      | Canada           | 3    | 1      | 0     | 4      |
| 3      | Tsjechië         | 2    | 0      | 0     | 2      |
| 3      | Zuid-Korea       | 2    | 0      | 0     | 2      |
| 5      | Duitsland        | 0    | 2      | 1     | 3      |
| 6      | China            | 0    | 2      | 0     | 2      |
| 7      | Verenigde Staten | 0    | 1      | 3     | 4      |
| 8      | Rusland          | 0    | 1      | 1     | 2      |
| 9      | Noorwegen        | 0    | 0      | 1     | 1      |
| 9      | Polen            | 0    | 0      | 1     | 1      |
| 9      | Finland          | 0    | 0      | 1     | 1      |
| Totaal | Totaal           | 12   | 12     | 12    | 36     |

## Belgische deelnemers
| Afstand | Geslacht | Deelnemers   | Deelnemers  |
| ------- | -------- | ------------ | ----------- |
| 1500m   | Mannen   | Bart Swings  |             |
| 5000m   | Mannen   | Ferre Spruyt | Bart Swings |
| 10.000m | Mannen   | Bart Swings  |             |

## Nederlandse deelnemers
| Afstand       | Geslacht | Deelnemers                                     | Deelnemers                                     | Deelnemers                                     |
| ------------- | -------- | ---------------------------------------------- | ---------------------------------------------- | ---------------------------------------------- |
| 500m          | Mannen   | Michel Mulder                                  | Ronald Mulder                                  | Jan Smeekens                                   |
| 500m          | Vrouwen  | Margot Boer                                    | Thijsje Oenema                                 | Laurine van Riessen                            |
|               |          |                                                |                                                |                                                |
| 1000m         | Mannen   | Stefan Groothuis                               | Kjeld Nuis                                     | Hein Otterspeer                                |
| 1000m         | Vrouwen  | Margot Boer                                    | Laurine van Riessen*                           | Ireen Wüst                                     |
|               |          |                                                |                                                |                                                |
| 1500m         | Mannen   | Stefan Groothuis                               | Kjeld Nuis                                     | Koen Verweij                                   |
| 1500m         | Vrouwen  | Diane Valkenburg*                              | Linda de Vries                                 | Ireen Wüst                                     |
|               |          |                                                |                                                |                                                |
| 5000m         | Mannen   | Jan Blokhuijsen                                | Bob de Jong                                    | Sven Kramer                                    |
| 3000m         | Vrouwen  | Diane Valkenburg                               | Linda de Vries                                 | Ireen Wüst                                     |
|               |          |                                                |                                                |                                                |
| 10.000m       | Mannen   | Jorrit Bergsma                                 | Bob de Jong                                    | Bob de Vries                                   |
| 5000m         | Vrouwen  | Diane Valkenburg                               | Jorien Voorhuis                                | Annouk van der Weijden                         |
| Achtervolging | Mannen   | Jan Blokhuijsen, Sven Kramer, Koen Verweij     | Jan Blokhuijsen, Sven Kramer, Koen Verweij     | Jan Blokhuijsen, Sven Kramer, Koen Verweij     |
| Achtervolging | Vrouwen  | Diane Valkenburg, Linda de Vries en Ireen Wüst | Diane Valkenburg, Linda de Vries en Ireen Wüst | Diane Valkenburg, Linda de Vries en Ireen Wüst |

* Verving de geblesseerde Marrit Leenstra.